# Cerveseria Huyghe
Huyghe (en neerlandès, Brouwerij Huyghe) és una cerveseria fundada l'any 1906 per Leon Huyghe a la ciutat de Melle al Flandes Oriental, Bèlgica. El seu «producte estrella» és la cervesa Delirium tremens, una golden ale sovint considerada com una de les millors cerveses del món.

## Història
El lloc on es troba la fàbrica de cervesa actual ha estat en actiu des de 1654. L'any 1906, León Huyghe va comprar una fàbrica de cervesa ja existent a la ciutat. La fàbrica de cervesa va adquirir el nom actual l'any 1938. Mentre que inicialment l'empresa elaborava una pilsner normal, aviat van començar a elaborar els tipus de cerveses que ara es coneix normalment com d'estil belga, incloent una sèrie de cerveses sota la denominació «Delirium» de l'etiqueta, caracteritzada pels seus elefants roses en l'etiqueta. La més coneguda és la Delirium Tremens, una ale rossa belga. També elaboren altres cerveses com una cervesa de Nadal i una cervesa anomenada Deliria, una cervesa seleccionada a través d'un concurs d'entre 65 receptes enviades per les dones dels cervesers, així com una sèrie de cerveses de fruita amb baix grau alcohòlic.
Huyghe ha adquirit diverses petites cerveseries belgues, incloent Arteveld Grand Cru l'any 1987, Brouwerij Biertoren l'any 1993, Brouwerij Dam l'any 1994, i Brouwerij Villers l'any 1999.

## Selecció de cerveses

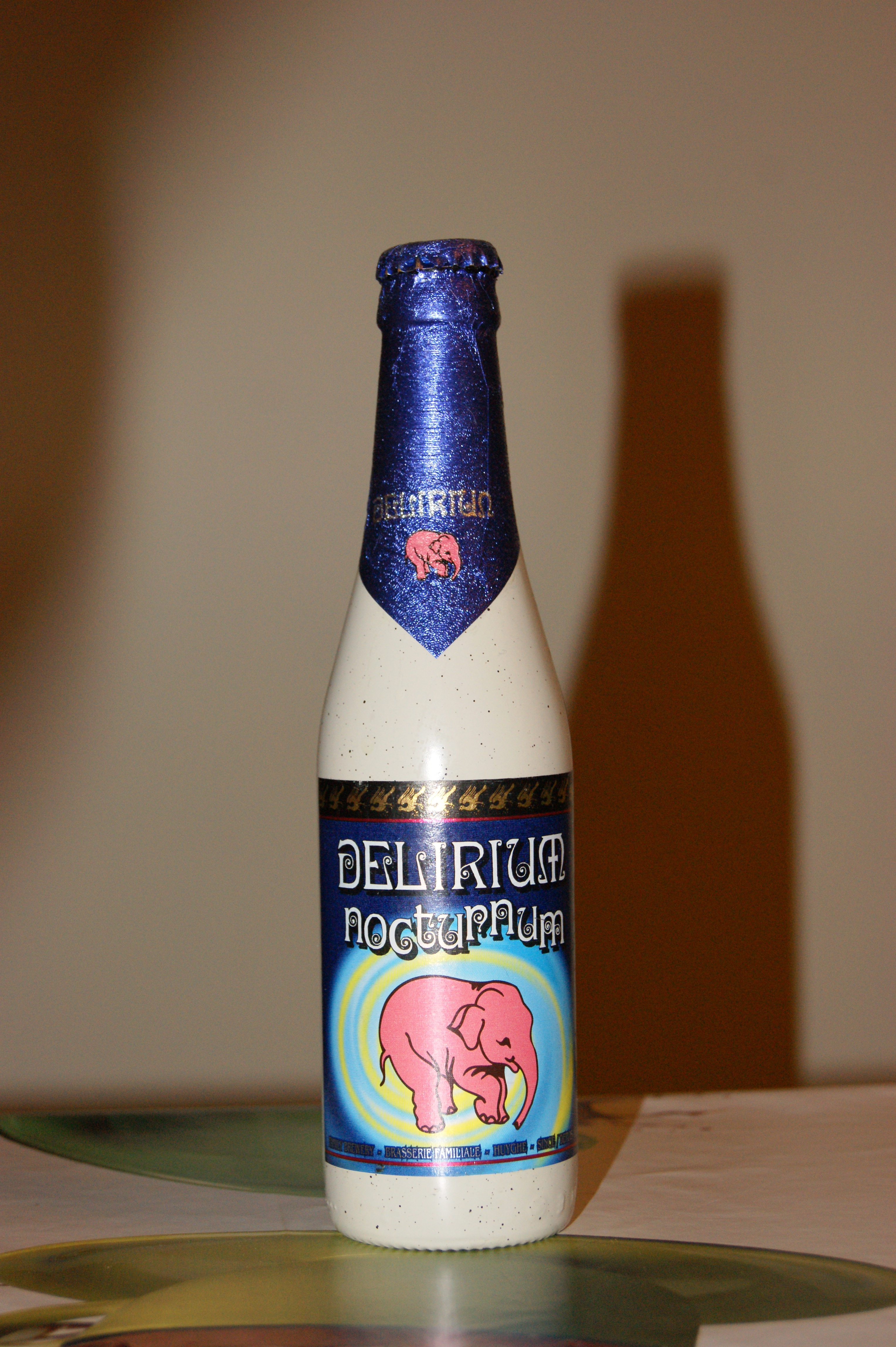
Delirium nocturnum

- Delirium Nocturnum - 8,5% de alc. vol.[5][6]
- Delirium Noël o Christmas- cervesa estacional d'hivern, 10.0% de alc. vol.
- Delirium Tremens - 8,5% de alc. vol.[7]
  - Nomenada com "la Millor Cervesa del Món" l'any 2008 en els Campionats del Món de Cervesa a Chicago, Illinois.[8][9] Stuart Kallen li dona el lloc número 1 al seu llibre, Les 50 Millors Cerveses del Món.[10]

## Galeria

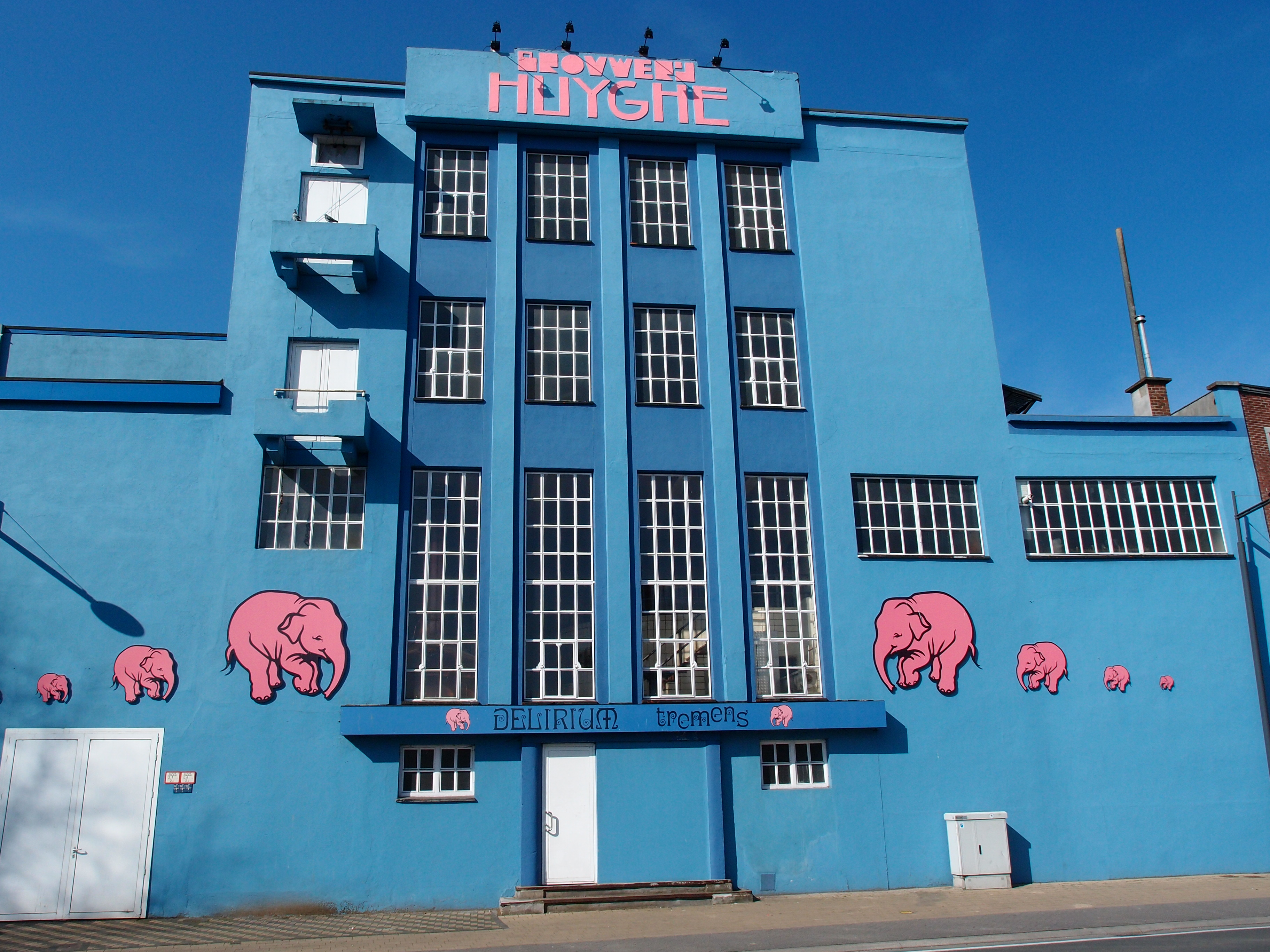
Cerveseria Huyghe en 2014
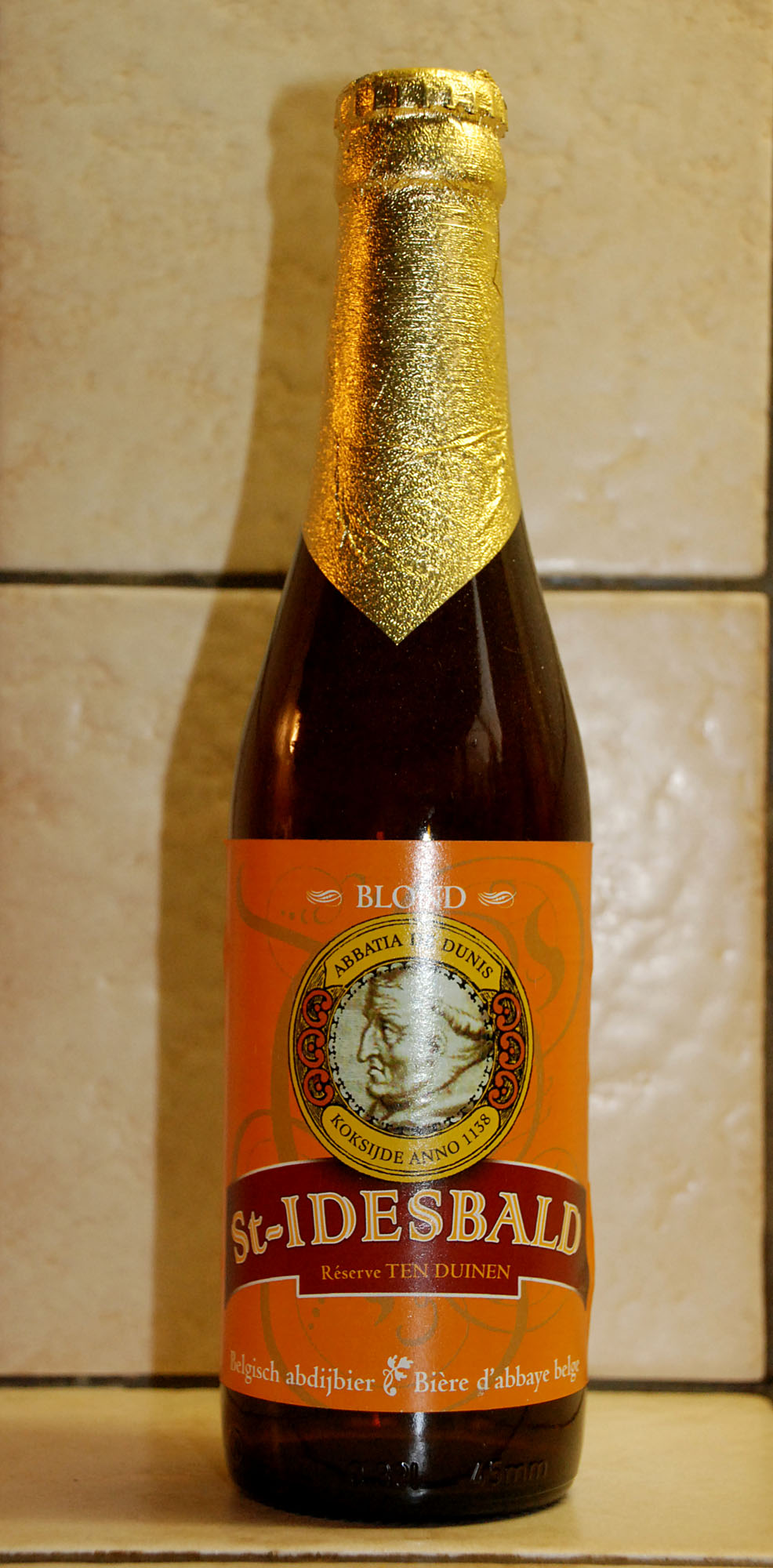
Sant Idesbald blond
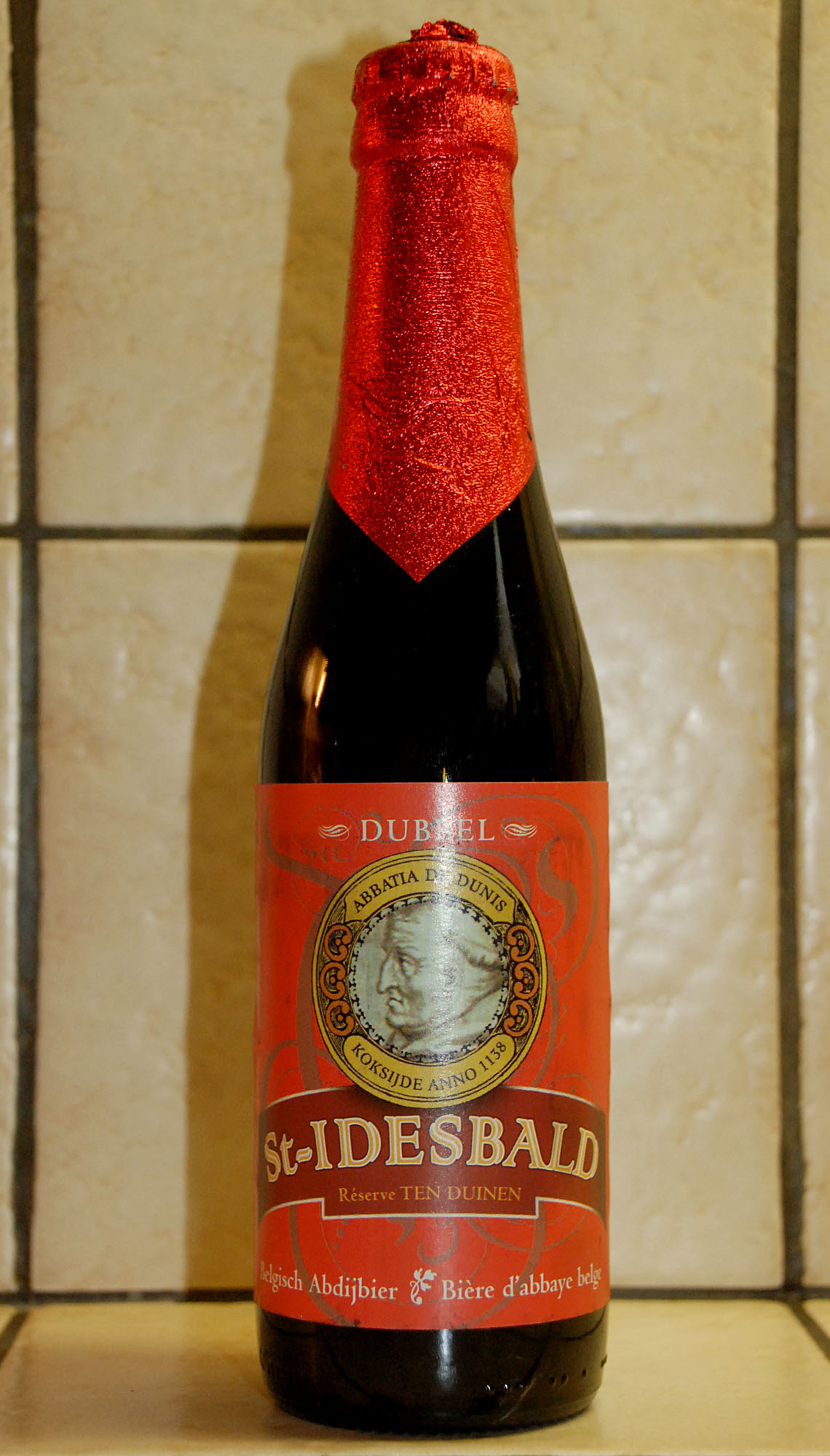
Sant Idesbald dubbel
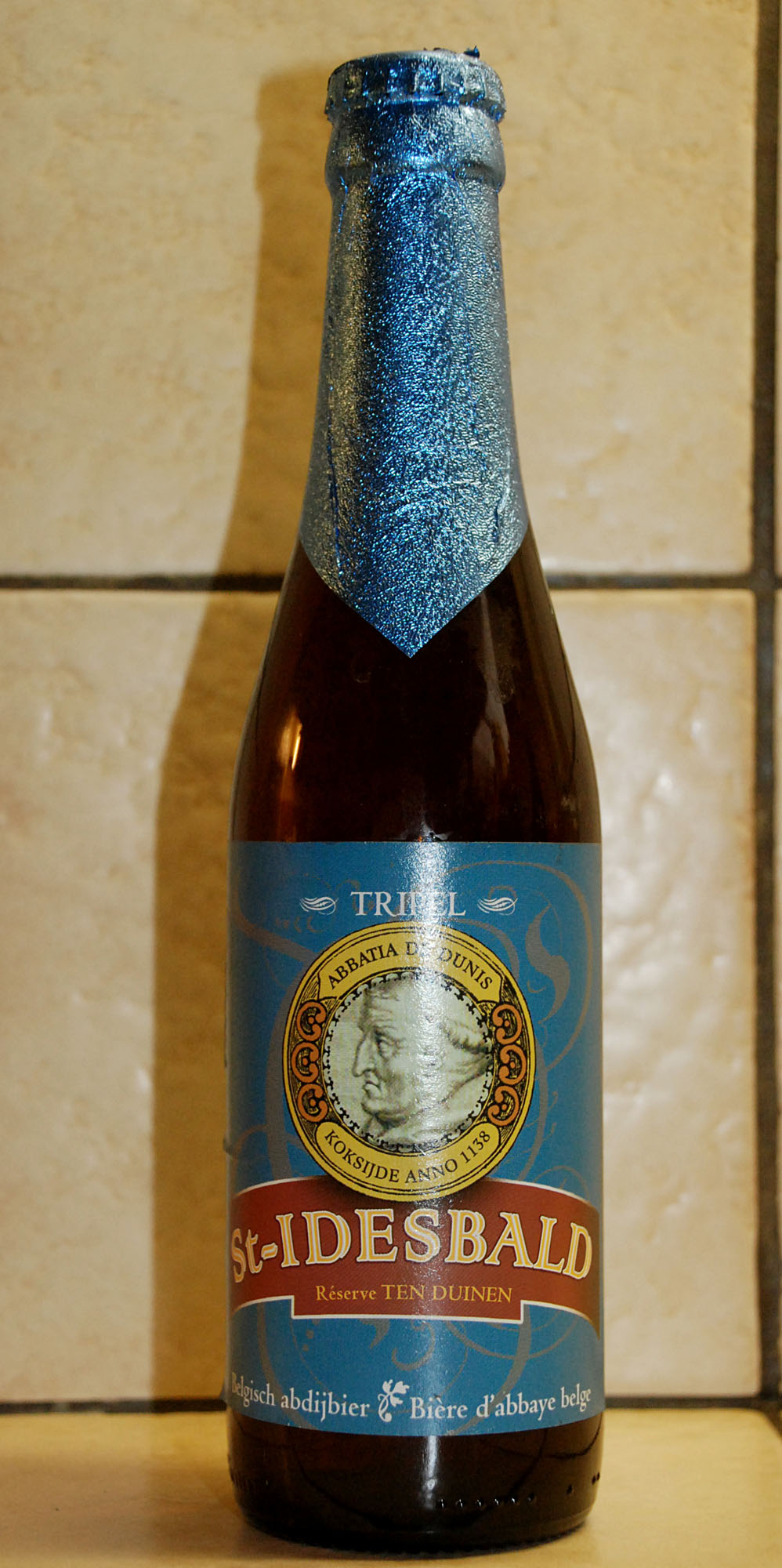
Sant Idesbald tripel
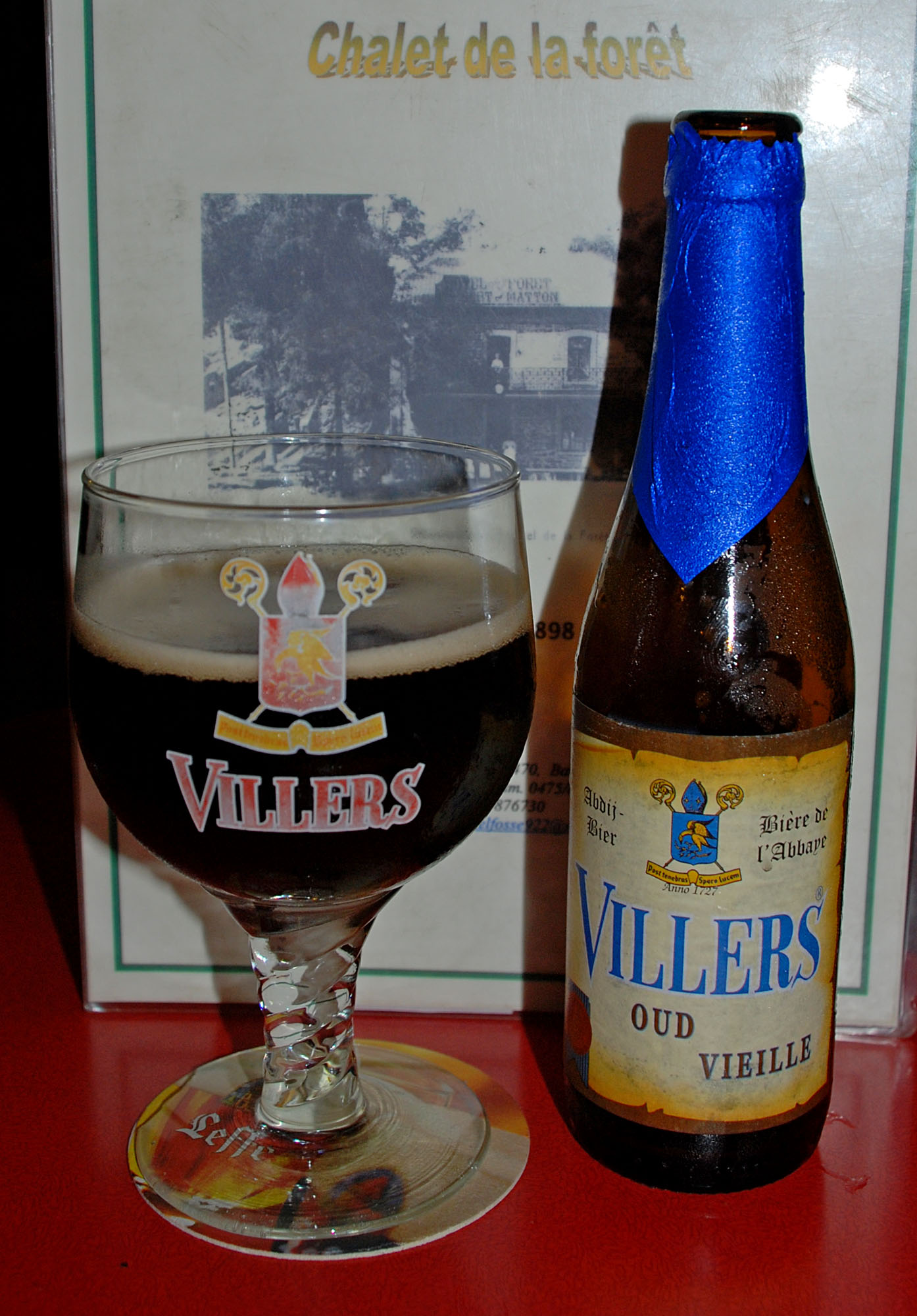
Villers del Brune
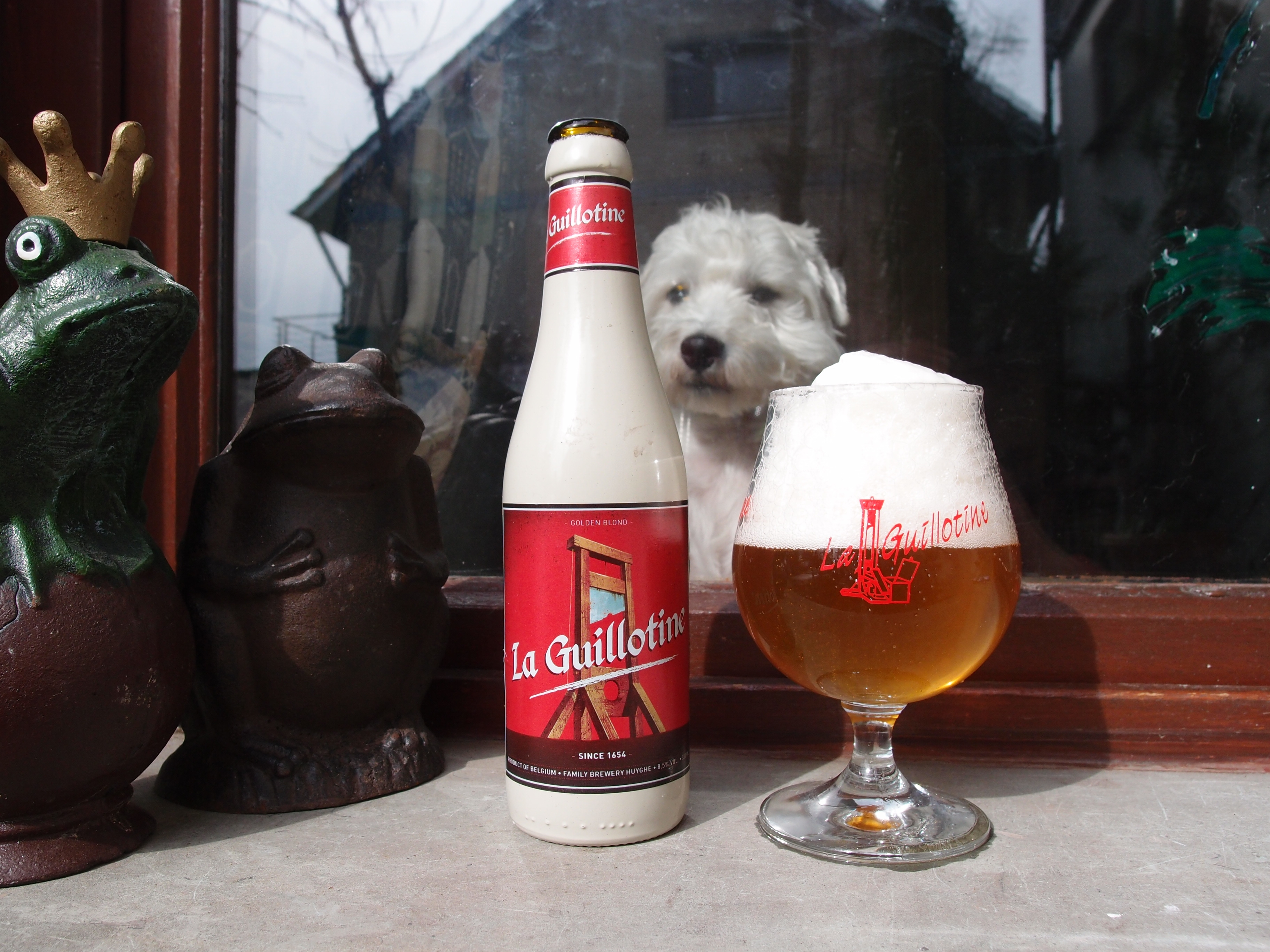
La Guillotine Bier
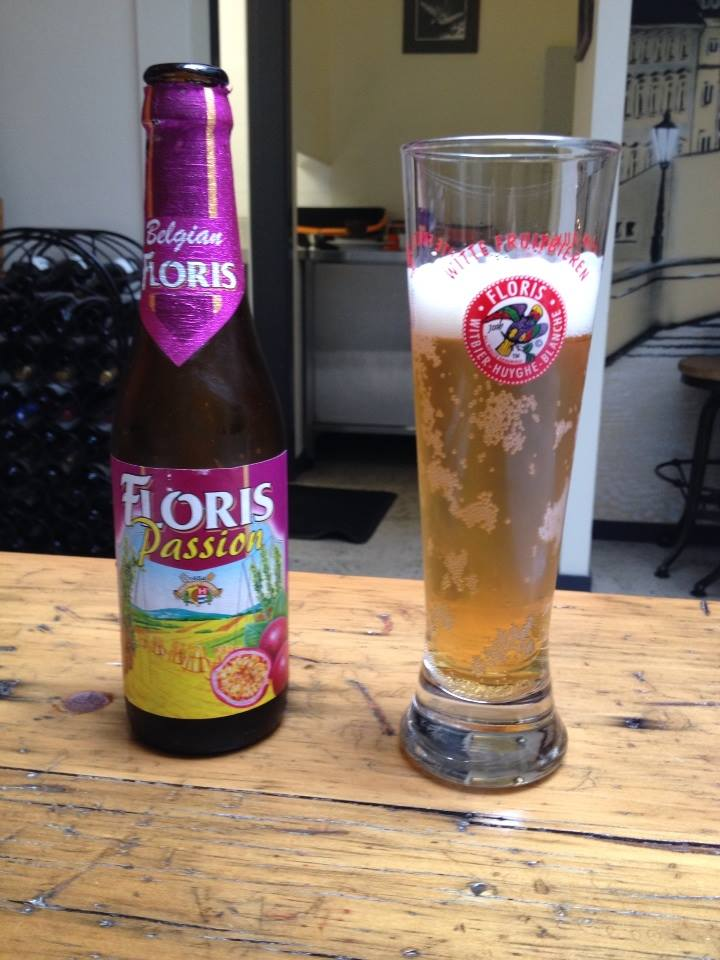
Floris Passionfruit, produïda per la Cerveseria Huyghe